# 横浜市立上矢部小学校
横浜市立上矢部小学校（よこはましりつかみやべしょうがっこう）は、神奈川県横浜市戸塚区上矢部町にある公立小学校。

## 沿革
- 1982年（ 昭和57年）4月1日‐横浜市立岡津小学校から独立開校[2]。

## アクセス
- 相模鉄道相鉄いずみ野線‐弥生台駅よりバス、日の森下車、徒歩5分[3]。
- 相模鉄道相鉄本線‐三ツ境駅よりバス、日の森下車、徒歩5分[3]。